# 小行星944
小行星944（944 Hidalgo）于1920年10月31日发现。
該小行星以墨西哥民族英雄米格尔·伊达尔戈-科斯蒂利亚命名。

## 概述

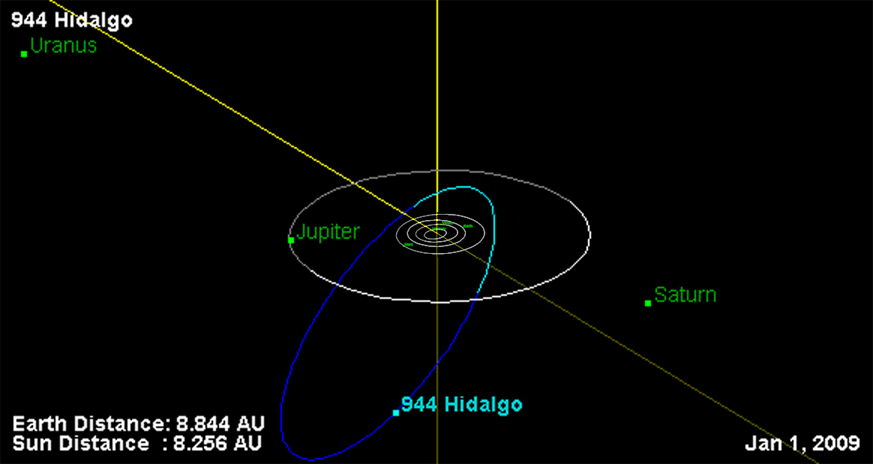
小行星944的轨道

小行星(944) 希达尔戈理论上应属于半人马小行星，因为这类天体轨道处在木星和海王星之间。尽管希达尔戈有超过木星的半长轴，小行星中心（MPC）并没有把它列为半人马的一员。(944) 希达尔戈的偏心率为0.66，近日点为1.95个天文单位，在小行星带的内缘，远日点为9.54个天文单位，在土星的轨道外。因为其轨道与彗星轨道类似，一些天文学家怀疑它可能是一颗彗星。 希达尔戈的轨道倾角为43°，使得这颗小行星可以非常接近木星。1922年，小行星(944) 希达尔戈接近木星时，距木星仅有0.89个天文单位。 它的直径估计为38公里。